# Вінтріон (герцог Шампані)
Вінтріон (*Wintrio, д/н — між 598 та 600) — герцог Шампані у 584—598/600 роках, впливовий діяч франкського королівства Австразія.

## Життєпис
Про його походження нічого невідомо. Висловлюється думка, що був родичем Лупа, герцога Шампані, проте вона більш ніж сумнівна. У 584 році сприяв вигнанню Лупа з Австразії. Незабаром після цього регентшею Брунгільдою призначено новим герцогом Шампані. 585 року придушив повстання в своїх володіннях, причина і характер якого не відомі.
Вже у 590 році фактично розділив військову владу над Австразією з іншим впливовим сановником Авдовальдом. При цьому визнавав зверхність Брунгільди та залишався вірним королю Хільбеберту II. У 593 (за іншими відомостями 592) року на чолі війська рушив на підкорення королівства Нейстрія, проте у вирішальній запеклій битві при Суасоні зазнав нищівної поразки. З цього моменту довіра до нього з боку короля і регентши значно зменшилася.
За цих умов Вінтріон став готувати ґрунт для повалення влади Брунгільди. У 595 році помер Хільдеберт II і новим королем став Теодеберт II. У 598 році влаштував змову, яку було викрито. За різними відомостями Вінтріон загинув у битві або його було страчено. Називаються різні роки: 598, 599 та 600. Після цього на деякий час про герцогів Шампані відсутні відомості. Ймовірно титул було скасовано Брунгільдою, а потім королями Нейстрії, що на деякий час захопили Австразію.

## Родина
Дружина — Годіла
Діти:
- Глоссінда (Глодесінда), черниця у м. Мец